# Đội đua Haas
Đội đua Haas (hay còn được gọi là Haas Formula LLC), hiện đang đua ở Công thức 1 kể từ năm 2023 với tên gọi MoneyGram Haas F1 Team, là một đội đua Công thức 1 đến từ Hoa Kỳ. Đội được thành lập bởi Gene Haas vào tháng 4 năm 2014. Gene Haas ngoài ra cũng là người đồng sở hữu đội NASCAR Cup Series. Đội tham gia tại Công thức 1 kể từ năm 2016 trở đi. Đội có trụ sở chính tại Kannapolis, North Carolina, Hoa Kỳ - cách Charlotte 50 km cùng với đội chị em và đội đua Stewart-Haas Racing tại NASCAR, mặc dù hai đội thuộc những giải đua xe riêng biệt. Đội cũng có  một căn cứ tiền phương ở Banbury, Anh dành cho các chặng đua ở châu Âu.

## Lịch sử